# Tmesisternus atrofasciatus
Tmesisternus atrofasciatus là một loài bọ cánh cứng trong họ Cerambycidae.